# هانا گراس
هانا گراس (انگلیسی: Hannah Gross؛ زادهٔ ۲۵ سپتامبر ۱۹۹۰) بازیگر اهل کانادا است. وی دانش‌آموختۀ مدرسه هنر تیش است و از سال ۲۰۰۲ میلادی تاکنون مشغول فعالیت بوده‌است.
از فیلم‌ها یا برنامه‌های تلویزیونی که وی در آن نقش داشته‌است می‌توان به شکارچی ذهن اشاره کرد.